# Jens Grembowietz
Jens Grembowietz (* 2. Februar 1987 in Essen) ist ein ehemaliger deutscher Fußballspieler und heutiger -trainer. Seine bevorzugte Position ist die Innenverteidigung.

## Karriere
Grembowietz begann seine Karriere bei der DJK Arminia Ückendorf. Von 1996 bis 2006 spielte er für die Jugendmannschaften des FC Schalke 04 und wurde mit der Schalker U-19 zusammen mit den heutigen Nationalspielern Mesut Özil und Benedikt Höwedes Deutscher Meister 2006. Von 2006 bis 2008 spielte für die zweite Mannschaft des Vereins. Zur Saison 2008/09 wechselte er zu Dynamo Dresden und unterschrieb einen Zweijahresvertrag. Nach einer Saison wurde der Vertrag aufgelöst und er wechselte zu Preußen Münster. Ab der Saison 2010/11 spielte er für den Süd-Regionalligisten KSV Hessen Kassel; im Sommer 2011 verlängerte er seinen ursprünglich abgeschlossenen Einjahresvertrag um ein weiteres Jahr. Nach einer Leistenoperation im April 2012 wurde sein Vertrag nicht verlängert.
Im Januar 2013 unterschrieb Grembowietz einen bis zum 30. Juni 2013 datierten Vertrag beim westfälischen Oberligisten SG Wattenscheid 09. Obwohl er gelernter Innenverteidiger ist, war er in der Rückrunde Stammspieler im defensiven Mittelfeld. Am 5. Juni 2013 stieg er mit der SG Wattenscheid 09 in die Regionalliga West auf. Sein Vertrag lief bis 2014. Zur Saison 2014/15 wechselte er ablösefrei zur Hammer SpVg und verließ den Verein nach einer Saison in der Oberliga Westfalen wieder. Danach ging er für ein Jahr zu Westfalia Herne, absolvierte in der Westfalenliga aber kein Spiel.
Grembowietz ist seit 2014 als Immobilienmakler in der Firma seiner Mutter in Gelsenkirchen tätig.